# Ezio Buzzelli
Ezio Buzzelli (Chieti, 27 agosto 1951) è un ex triplista italiano, attivo fra gli anni sessanta e settanta.

## Biografia
Ha vinto, fra il 1971 ed il 1975, due titoli italiani (1972 con la misura di 15,14 m e 1974 con 15,59 m) e quattro titoli italiani indoor (1971 con 15,38 m, 1972 con 15,37 m, 1973 con 15,48 m e 1975 con 15,80 m).
Ha stabilito il suo primato personale il 26 maggio 1974 saltando 16,46 m a Reggio Emilia.
Si è classificato quarto ai Campionati europei under 20 di atletica leggera disputatisi nel 1970 a Parigi.